# Ефремово (Орловская область)
Ефремово — деревня в Покровском районе Орловской области.
Входит в состав Топковского сельского поселения.

## География
Расположена на берегу речки, впадающей в реку Коробец, северо-восточнее деревни Кромская, с которой соединена просёлочной дорогой.
В деревне имеется одна улица: Мира.

## Население
| 2010 |
| ---- |
| 1    |